# Shi Yousan
Shi Yousan (Chinois: 石友三; pinyin: Shí Yŏusān, 1891 - 12 décembre 1940) était un général du Kuomintang, connu pour avoir ordonné en 1928 la destruction par le feu du temple Shaolin.